# Agudsera
Agudsera (auch Agudseri und Agudzera; russisch Агудзера; georgisch აგუძერა) ist ein Kurort in Abchasien im Rajon Gulripsch in der Nähe der Hauptstadt Suchumi. Der Name Agudsera (აგუძერა) kommt aus dem Mingrelischen und bedeutet „Hügel“.
Agudsera hat eine Eisenbahnstation an der Küstenstrecke, die über Suchumi bis nach Sotschi führt. Agudsera hat einen Markt, eine Post, Geschäfte, Cafés, Restaurants und Sanatorien, subtropische Parks und einen malerischen Strand. Am Eingang des Ortes steht eine 1908 gestiftete orthodoxe Kirche, die in einem eigentümlichen Stil gebaut ist.
Um 1900 wurden in der Zarenzeit die ersten Sanatorien gebaut, die später verstaatlicht wurden. In den 1970er Jahren wurde ein spezielles Sanatorium für Künstler und Literaten eingerichtet, in dem berühmte Schriftsteller und Dichter wie Jewgeni Jewtuschenko, Konstantin Simonow und der georgische Künstler Surab Zereteli einkehrten. 
Agudsera wurde später bekannt als Wissenschaftsstadt (Naukograd) oder geschlossene Stadt, die das Institut der Physik und Technologie Suchumi beherbergte, an dem exilierte deutsche Wissenschaftler nach dem Zweiten Weltkrieg gemeinsam mit sowjetischen Kollegen am sowjetischen Atombombenprojekt arbeiteten. Das Institut besteht heute noch unter der Bezeichnung „Suchumi Physikalisch-technisches Institut“ (SFTI, siehe auch SIPT). 